# Sandy Kent
Sandy Kent (26 de abril de 1974) es un deportista canadiense que compitió en judo. Ganó una medalla de bronce en el Campeonato Panamericano de Judo de 1998, en la categoría de +100 kg.

## Palmarés internacional
| Campeonato Panamericano | Campeonato Panamericano         | Campeonato Panamericano | Campeonato Panamericano |
| Año                     | Lugar                           | Medalla                 | Categoría               |
| ----------------------- | ------------------------------- | ----------------------- | ----------------------- |
| 1998                    | Santo Domingo (Rep. Dominicana) | Medalla de bronce       | +100 kg                 |